# Marie-Françoise-Catherine de Beauvau-Craon
Pour les articles homonymes, voir Famille de Beauvau, Beauvau-Craon, Beauvau et Boufflers.
Marie-Françoise-Catherine de Beauvau, marquise de Boufflers, née en 1711 à Lunéville et morte en 1786 à Scey-sur-Saône, est une dame de la noblesse lorraine qui a joué un rôle important à la cour de Lunéville sous le règne de Stanislas Leszczynski.

## Biographie

### Jeunesse et formation
Marie-Françoise-Catherine est la fille de Marc de Beauvau-Craon (1676–1754), 1er prince de Beauvau, grand connétable de Lorraine et d'Anne-Marguerite de Ligniville (1686–1772), comtesse du Saint-Empire, dame d'honneur de la duchesse de Lorraine (et maîtresse du duc Léopold Ier). 
Marc de Beauvau-Craon rejoint le duc François III lorsque celui-ci est contraint d'abandonner la Lorraine et le Barrois au profit de Stanislas Leszczynski, ex-roi de Pologne et beau-père de Louis XV. Devenu grand-duc de Toscane, le duc François III nomme le prince régent du Grand-duché de Toscane.
Marie-Françoise de Beauvau-Craon est éduquée au couvent de Remiremont ( réservé aux jeunes filles de la plus haute noblesse) jusqu'à l'âge de 23 ans ; elle y reçoit une éducation artistique soignée : elle sait tourner des vers légers, dessine admirablement au pastel et joue de la harpe.

### Mariage et descendance
En 1735, elle quitte le couvent pour épouser Louis-François de Boufflers (1714–1751), marquis de Remiencourt, capitaine au régiment de dragons de Harcourt. 
Elle aura trois enfants, parmi lesquels Stanislas de Boufflers (1738–1815), maréchal de camp, poète, élu à l'Académie française en 1788.

### À la cour de Lunéville
Dame de compagnie de l'épouse de Stanislas Leszczynski, la reine Catherine Opalińska (1682–1747), « une des plus assidues dans le salon de Mme de Graffigny à Lunéville », elle devient en 1745, à trente-quatre ans (« personne n'oserait lui en donner plus de vingt »), la maîtresse en titre de Stanislas, alors âgé de soixante-sept ans. 

### «Reine» de la cour
Selon des témoignages contemporains, « à cette cour de Lunéville qui brillait d'un si vif éclat qu'elle semblait un reflet de la cour de Versailles, [...] la première place revient à Mme de Boufflers qui, après la mort de Catherine Opalińska, reine de Pologne, ne quitta plus que rarement la cour de Lorraine, dont elle faisait les honneurs au nom du roi, et cela, au grand déplaisir du Père de Menoux, confesseur de Stanislas […] La marquise était fort jolie femme, plus galante encore et, s'il est possible, encore plus incrédule. Elle ne concevait pas comment on pouvait aimer Dieu ».
La marquise fut l'âme, volontiers la muse, de la société brillante et raffinée que le roi de Pologne réunit autour de lui et qu'elle sut par sa grâce infinie tant charmer que cultiver. Nombre d'architectes, de peintres, de sculpteurs, de musiciens, de comédiens mais également de savants, d'écrivains, de poètes et de philosophes se pressèrent en Lorraine. « On y croise Montesquieu, Helvétius, Paradis de Moncrif, le président Hénault, le géomètre Maupertuis, l'abbé Morellet, le comte de Tressan mais aussi Voltaire et Émilie du Châtelet ». Hôtes de quelques jours ou de plusieurs années, ces visiteurs illustres firent dans toute l'Europe la renommée d’un cercle royal que la favorite magnifia par son élégance : « Mme de Boufflers et son frère le prince de Beauvau possédaient au suprême degré ce goût et ce ton français qui faisaient l'attrait de la cour de Louis XV, et ils eurent sur la société de Lunéville la plus heureuse influence. Peu à peu, la cour devint aussi polie et plus lettrée que celle de Versailles ».
« Fidèle au sentiment avec des goûts volages » , comme l'écrit plaisamment Voltaire, surnommée la « Dame de Volupté », on lui doit cette spirituelle chanson sur Les Sept Jours de la semaine qu'elle aurait pu s'appliquer à elle-même tant elle y dépeint bien son humeur changeante et printanière : 
« Dimanche, j'étais aimable ;
Lundi, je fus autrement
Mardi, je pris l'air capable ;
Mercredi, je fis l'enfant ;
Jeudi, je fus raisonnable ;
Vendredi, je pris un amant ;
Samedi, je fus coupable ;
Dimanche, il fut inconstant ».

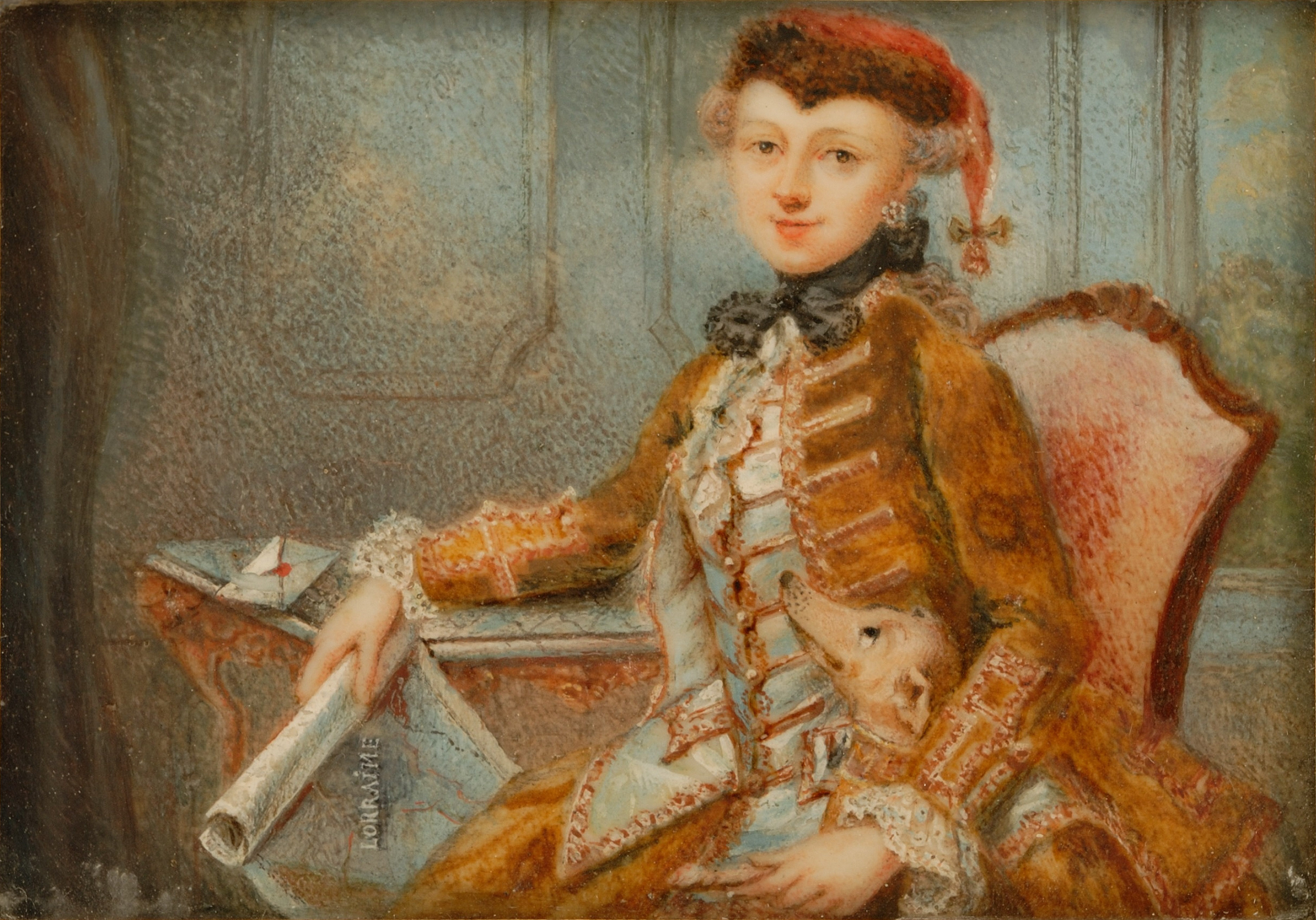
La marquise de Boufflers v. 1750.

Douée « d'un charme à nul autre pareil [...], de beaucoup de gaieté naturelle, de bonne grâce et de finesse [...], d'un esprit supérieur, juste, original », elle sera la maîtresse de quelques hommes qu'elle distingua : l'avocat et poète François-Antoine Devaux, l'intendant de Lorraine Antoine-Martin Chaumont de La Galaizière, le poète Jean-François de Saint-Lambert.  « Pour Tressan, on a des doutes. On cite encore le vicomte d'Adhemar et le comte de Croy. C'est tout. », peut-on lire dans une étude de la revue Le Pays lorrain.
C’est pour tenter de la rendre jalouse et retrouver son affection que Saint-Lambert entreprend de séduire la marquise du Châtelet lorsque celle-ci arrive à la cour de Lunéville en 1748 avec M. de Voltaire. Cette dernière conçoit pour le poète une passion qui devait lui être fatale, ruinant les plans du Père de Menoux qui voulait la pousser dans les bras du roi pour en déloger Mme de Boufflers. Au lieu de quoi la marquise du Châtelet et la marquise de Boufflers deviennent les meilleures amies du monde et l'on vit, un soir, « Mme du Chậtelet, déguisée en Turc, et conduisant au bal Mme de Boufflers, déguisée en sultane ». Non sans ironie, Voltaire écrit dans ses Mémoires : « Nous allâmes passer à Lunéville toute l'année 1749. Il arriva tout le contraire de ce que voulait le révérend père. Nous nous attachâmes à Mme de Boufflers. Et le jésuite eut deux femmes à combattre ». Mais c'est avec une prescience tragique qu'il avait écrit à d'Argental, de Lunéville, dès février 1748: « Madame du Châtelet se sent si bien ici que je crois qu'elle n'en sortira plus ».

### L'amitié fidèle pour Voltaire
Voltaire vécut des années heureuses à la cour de Lunéville où le roi Stanislas et Mme de Boufflers le comblèrent d’attentions et d’honneurs. Toujours prodigue en hommages, voire en flatteries, le philosophe n'eut de cesse de célébrer le monarque et la marquise par des vers inspirés.
En lui envoyant un exemplaire de La Henriade, Voltaire adressa à la marquise de Boufflers ces délicates louanges : 
« Vos yeux sont beaux, mais votre âme est plus belle.
Vous êtes simple et naturelle,
et sans prétendre à rien vous triomphez de tous ;
si vous eussiez vécu du temps de Gabrielle,
je ne sais pas ce qu'on eût dit de vous ;
mais on n'aurait point parlé d'elle ».
En une autre occasion, il lui envoya cette charmante Chanson :
« Pourquoi donc le Temps n'a-t-il pas,
Dans sa course rapide,
Marqué la trace de ses pas
Sur les charmes d'Armide ?
C'est qu'elle en jouit sans ennui,
Sans regret, sans le craindre.
Fugitive encor plus que lui,
Il ne saurait l'atteindre ».
Si, de la favorite, Voltaire vanta la beauté, la grâce, l'élégance, il ne manqua pas d'en reconnaître au surplus la générosité et même la prudente frivolité, qualité peu commune chez les maîtresses royales, en déclarant « Elle n'a pas de jupes ! ». Et près de vingt ans plus tard, alors que souffrant et cloué au lit, il continuait de lui écrire fidèlement de son fief de Ferney, une de ses missives en date du 30 janvier 1767 s'achevait encore par cet aimable compliment : « Je ne sais, madame, si vous allez à la cour ou à la ville ; mais en quelque lieu que vous soyez, vous ferez les délices de tous ceux qui seront assez heureux de vivre avec vous. Cette consolation m'a toujours été enlevée ; votre souvenir peut seul consoler le plus respectueux et le plus attaché de vos anciens serviteurs ». 
La marquise de Boufflers conserva uniment toute sa vie son amitié au philosophe. Et quand après la mort de Voltaire en mai 1778, elle apprit non seulement les difficultés qu'avançait l'archevêque de Paris pour célébrer ses funérailles mais aussi que l'Église lui refusait une sépulture, elle écrivit ces vers qui eurent le plus grand succès :  
« Dieu fait bien ce qu'il fait, La Fontaine l'a dit.
Si j'étais cependant l'auteur d'un si grand œuvre,
Voltaire eût conservé ses sens et son esprit ;
Je me serais gardé de briser mon chef-d'œuvre.
Celui que dans Athènes eût adoré la Grèce,
Que dans Rome à sa table Auguste eût fait asseoir,
Nos Césars d'aujourd'hui n'ont pas daigné le voir,
Et Monsieur de Beaumont lui refuse une messe.
Oui, vous avez raison, Monsieur de Saint-Sulpice,
Eh ! pourquoi l'enterrer ? N'est-il pas immortel !
À ce divin génie, on peut sans injustice,
Refuser un tombeau,... mais non pas un autel ».

### Les années 1750 et 1760
En 1750, elle fut nommée dame d'honneur de Mesdames cadettes (c'est-à-dire les quatre filles les plus jeunes de Louis XV, revenues du couvent de Fontevraud où elles avaient reçu leur éducation : Victoire, Sophie, Thérèse et Louise de France, nées entre 1733 et 1737, ce qui l'amena à quitter de temps à autre la cour de Lunéville pour aller à Versailles, surtout à partir de 1757. En 1760, sa fille Marie, comtesse de Cucé-Boisgelin lui succéda.
En 1757, à la suite de la mort du duc Ossolinski, grand maître des cérémonies, et de son épouse Catherine, elle put s'installer au château de la Malgrange que le couple occupait jusque là ; après la mort de Stanislas Leszczynski, le château fut vendu au comte de Stainville (frère de Choiseul), mais Mme de Boufflers put rester dans le pavillon appelé La Ménagerie jusqu'à son décès.
Dans les jours précédant la mort de Stanislas, à la suite d'un accident survenu le 5 février 1766, le chancelier Chaumont de la Galaizière, seconde autorité du duché de Lorraine, demanda à Mme de Boufflers de quitter le château de Lunéville lorsque le roi eut perdu conscience, le 20 février, trois jours avant son décès.

### Les dernières années
Mme de Boufflers qui avait reçu la meilleure éducation chrétienne, fit élever ses enfants dans le même respect de tradition catholique familiale, destinant en particulier le cadet à embrasser naturellement la carrière ecclésiastique. Excepté le Père de Menoux contre qui elle batailla âprement, la favorite entretint à la cour d’excellents rapports avec les hommes d'Église, tels les abbés Morellet, de Voisenon ou Porquet, le précepteur de son fils. Et pourtant, elle s’autorisa toujours la plus grande liberté dans ses propos : « À la suite d’un sermon, l'aimable marquise de Boufflers disait : La foi, c'est l’arche-sainte, comme l'a si bien prouvé le prédicateur ; les hommes en sont sortis depuis longtemps ; il n’y reste plus que quelques bêtes attardées », ou encore « Tous les premiers chrétiens se sont immolés, et ont couru à la mort sous prétexte d'imiter le divin Agneau ; il y a eu là bien des moutons de Panurge ». Le chevalier de Boufflers, qui avait pour sa mère une affectueuse adoration, fit ces vers pour sa fête, le jour de sainte Catherine : 
« Votre patrone, au lieu de répandre des larmes
Le jour qu'elle souffrit pour le nom de Jésus,
Parla comme Caton, mourut comme Brutus ;
Elle obtint le ciel: et vos charmes
L'obtiendront comme ses vertus.
Reniez Dieu, brûlez Jérusalem et Rome ;
Pour docteurs et pour saints n'ayez que les Amours ;
S'il est vrai que le Christ soit homme,
Il vous pardonnera toujours ».
La marquise vécut ses dernières années dans un état de dénuement proche de la misère, comme le montre son testament. Elle ne s'en plaignit jamais. On rapporte qu'elle aurait souhaité trouver au crépuscule de son existence des consolations dans la religion mais qu'elle n'y parvint guère. Elle se serait ainsi confiée à son fils, le chevalier de Boufflers : « J'ai beau faire, je ne puis devenir dévote, je ne conçois pas même comment on peut aimer Dieu, aimer un être que l'on ne connaît pas ; non. Je n'aimerai jamais Dieu ». Frappée par une atteinte d'apoplexie alors qu'elle séjournait au printemps de 1786 chez son vieil ami le prince de Bauffremont, à Scey-Sur Saône, elle y succomba dans les bras de sa fille le 1er juillet. C'est là-même dans ce petit village qu'elle fut enterrée très simplement. « Ainsi mourut, à l'âge de soixante-quinze ans, cette délicieuse marquise de Boufflers, qui, pendant près de vingt ans, avait régné par sa grâce et son esprit sur le vieux roi de Pologne, qui avait enchaîné à son char tant d'esprits distingués et tenu sous le charme toute une génération ». 
La marquise de Boufflers fut membre de l'Académie de Stanislas, fondée à Nancy en 1750 sous le nom de Société Royale des Sciences et Belles-Lettres de Nancy. 
Elle est la sœur de la maréchale de Lévis-Mirepoix qui fut l'amie de Louis XV et la conseillère de ses favorites, Mmes de Pompadour et du Barry.

## Sources
- Œuvres du chevalier de Boufflers - Nouvelle édition - Tome I - J.N. Barba, Éditeur - Paris, 1828 . On lira en particulier : Voyages en Suisse - Lettres écrites par l'auteur à sa mère - pages 255 et suiv.
- Œuvres du chevalier de Boufflers - Nouvelle édition - Tome II - J.N. Barba, Éditeur - Paris, 1828 . Ce volume contient des Pièces fugitives de Mme de B...s, mère, de Mme de B...n, sa fille et de plusieurs personnes de la famille de l'auteur - pages 263 et suiv.
- Œuvres posthumes du chevalier de Boufflers - Chez F. Louis, libraire - Paris, 1816 . On trouve dans ce volume un Portrait de Madame de Boufflers - pages 175 et suiv.
- Jean-Baptiste-Pierre Jullien de Courcelles, Histoire généalogique et héraldique des pairs de France : des grands dignitaires de la couronne, des principales familles nobles du royaume et des maisons princières de l'Europe, précédée de la généalogie de la maison de France, vol. 12 vol., 1822-1833 [détail de l’édition]
- Gustave Desnoiresterres - Voltaire et la société au XVIIIe siècle - Didier et Cie, Libraires-Éditeurs - Paris, 1871
- Jules Janin - Madame de Boufflers - in Jean-Germain-Désiré Armengaud - Les reines du monde - Impr. de Ch. Lahure - Paris, 1862 - pages 1 à 8 . Cet ouvrage présente en page 5 un portrait de la marquise de Boufflers dessiné par Hippolyte de La Charlerie et gravé par François Pannemaker.
- Gaston Maugras - La Cour de Lunéville au XVIIIe siècle - Plon-Nourrit - Paris, 1906
- Gaston Maugras - Dernières années de la Cour de Lunéville - Plon-Nourrit - Paris, 1906
- Gaston Maugras - La marquise de Boufflers et son fils, le chevalier de Boufflers - Plon-Nourrit - Paris, 1907 . Les trois volumes de l'historien Gaston Maugras (1851-1927) qui reçut à trois reprises un prix de l'Académie française pour des ouvrages précédents [43], forment une trilogie sur Mme de Boufflers et la Cour de Lunéville.
- M. Michaud (sous la direction de) - Biographie universelle ancienne et moderne - Tome cinquième - A.Thoisnier Desplaces, Éditeur - Paris, 1843 - pages 200 et 201
- Anne Muratori-Philip (Textes réunis et commentés par) - Stanislas Leszczynski : Aventurier, philosophe et mécène des Lumières - Robert Laffont, Coll. Bouquins - Paris, 2005